# کاجیشو دیکگکوی
کاجیشو دیکگکوی (انگلیسی: Kagisho Dikgacoi؛ زادهٔ ۲۴ نوامبر ۱۹۸۴) یک بازیکن فوتبال اهل آفریقای جنوبی است.
وی همچنین در تیم ملی فوتبال آفریقای جنوبی بازی کرده‌است.